# (224206) Pietchisson
(224206) Pietchisson est un astéroïde de la ceinture principale.

## Description
(224206) Pietchisson est un astéroïde de la ceinture principale. Il fut découvert le 21 septembre 2005 à Vicques par Michel Ory. Il présente une orbite caractérisée par un demi-grand axe de 2,39 UA, une excentricité de 0,16 et une inclinaison de 6,1° par rapport à l'écliptique.

## Compléments